# Lijst van nummer 1-hits in Oostenrijk in 2018
Deze hits stonden in 2018 op nummer 1 in de Ö3 Austria Top 40, de bekendste hitlijst in Oostenrijk.
| Datum        | Artiest                                          | Titel                    |
| ------------ | ------------------------------------------------ | ------------------------ |
| 5 januari    | Bausa                                            | Was du Liebe nennst      |
| 12 januari   | Bausa                                            | Was du Liebe nennst      |
| 19 januari   | Bausa                                            | Was du Liebe nennst      |
| 26 januari   | Bausa                                            | Was du Liebe nennst      |
| 2 februari   | Eminem & Ed Sheeran                              | River                    |
| 9 februari   | Eminem & Ed Sheeran                              | River                    |
| 16 februari  | Luis Fonsi & Demi Lovato                         | Échame la culpa          |
| 23 februari  | Rudimental, Jess Glynne, Macklemore & Dan Caplen | These Days               |
| 2 maart      | Rudimental, Jess Glynne, Macklemore & Dan Caplen | These Days               |
| 9 maart      | Rudimental, Jess Glynne, Macklemore & Dan Caplen | These Days               |
| 16 maart     | Rudimental, Jess Glynne, Macklemore & Dan Caplen | These Days               |
| 23 maart     | Rudimental, Jess Glynne, Macklemore & Dan Caplen | These Days               |
| 30 maart     | Rudimental, Jess Glynne, Macklemore & Dan Caplen | These Days               |
| 6 april      | Rudimental, Jess Glynne, Macklemore & Dan Caplen | These Days               |
| 13 april     | Marshmello & Anne-Marie                          | Friends                  |
| 20 april     | Katja Krasavice                                  | Dicke Lippen             |
| 27 april     | Marshmello & Anne-Marie                          | Friends                  |
| 4 mei        | RAF Camora                                       | Maserati                 |
| 11 mei       | Capital Bra & Ufo361                             | Neymar                   |
| 18 mei       | Capital Bra & Ufo361                             | Neymar                   |
| 25 mei       | Cesár Sampson                                    | Nobody but You           |
| 1 juni       | Calvin Harris & Dua Lipa                         | One Kiss                 |
| 8 juni       | Capital Bra                                      | One Night Stand          |
| 15 juni      | Calvin Harris & Dua Lipa                         | One Kiss                 |
| 22 juni      | Capital Bra                                      | Berlin lebt              |
| 29 juni      | Dennis Lloyd                                     | Nevermind                |
| 6 juli       | Clean Bandit & Demi Lovato                       | Solo                     |
| 13 juli      | Clean Bandit & Demi Lovato                       | Solo                     |
| 20 juli      | Bushido, Samra & Capital Bra                     | Für euch alle            |
| 27 juli      | Clean Bandit & Demi Lovato                       | Solo                     |
| 3 augustus   | El Profesor                                      | Bella ciao (Hugel remix) |
| 10 augustus  | El Profesor                                      | Bella ciao (Hugel remix) |
| 17 augustus  | Capital Bra & Juju                               | Melodien                 |
| 24 augustus  | Dynoro & Gigi D'Agostino                         | In My Mind               |
| 31 augustus  | Dynoro & Gigi D'Agostino                         | In My Mind               |
| 7 september  | Dynoro & Gigi D'Agostino                         | In My Mind               |
| 14 september | Dynoro & Gigi D'Agostino                         | In My Mind               |
| 21 september | Dynoro & Gigi D'Agostino                         | In My Mind               |
| 28 september | Bonez MC, RAF Camora & Gzuz                      | Kokain                   |
| 5 oktober    | Dynoro & Gigi D'Agostino                         | In My Mind               |
| 12 oktober   | Dynoro & Gigi D'Agostino                         | In My Mind               |
| 19 oktober   | Bonez MC & RAF Camora                            | Nummer unterdrückt       |
| 26 oktober   | Dynoro & Gigi D'Agostino                         | In My Mind               |
| 2 november   | Lady Gaga & Bradley Cooper                       | Shallow                  |
| 9 november   | Lady Gaga & Bradley Cooper                       | Shallow                  |
| 16 november  | Lady Gaga & Bradley Cooper                       | Shallow                  |
| 23 november  | Lady Gaga & Bradley Cooper                       | Shallow                  |
| 30 november  | RAF Camora, AriBeatz & Sofiane                   | Perfekt                  |
| 7 december   | Mero                                             | Baller los               |
| 14 december  | Ava Max                                          | Sweet but psycho         |
| 21 december  | Ava Max                                          | Sweet but psycho         |
| 28 december  | Ava Max                                          | Sweet but psycho         |